# Cyclocarcina
Cyclocarina is een spinnengeslacht uit de familie holenspinnen (Nesticidae).

## Soorten
- Cyclocarcina floronoides Komatsu, 1942
  - Cyclocarcina floronoides komatsui Yaginuma, 1979
  - Cyclocarcina floronoides notoi Yaginuma, 1979
  - Cyclocarcina floronoides tatoro Yaginuma, 1979
- Cyclocarcina linyphoides (Komatsu, 1960)